# Marcel·lí Gonfaus i Casadesús
Marcel·lí Gonfaus i Casadesús de malnom Marçal (Prats de Lluçanès, 14 de juny de 1814 - Girona, 8 de novembre de 1855) fou un militar carlí.
Fill de Josep Gonfaus i Maria Casadesús.
Als vint anys ingressà en l'exèrcit carlí i participà en la Primera Guerra Carlina, emigrant a França el 1840, després del Conveni de Bergara.

## Activitat militar durant la Segona Guerra Carlina
El 1847, durant la Segona Guerra Carlina tornà a prendre les armes, ascendint a coronel i distingint-se en les accions d'Aiguaviva, presa de Banyoles, Pasteral, vencent al general de la Concha a Fornells. Manava una divisió de llancers lluçanesa, els quals es distingien per la seva valentia i audàcia, arribant sovint a doblegar les forces cristines.
En una acció sostinguda per apoderar-se d'unes cases als afores d'Amer, el llavors comandant i després general isabelí Oràa s'hi feu fort amb un grup de soldats, els quals després de resistir tres dies i esgotades les municions, trobant-se ferits la majoria, menysprearen encara les intimidacions de capitulació que els feien els carlins menats per Gonfaus. Aquests assaltaren llavors les cases, i s'apoderaren del comandant Oràa, al qual anaven afusellar, quan Gonfaus li estrenyé la mà i el deixà lliure, en premi a l'heroisme demostrat.
Continuà Gonfaus les operacions cobrint-se de glòria per les seves gestes, fins a veure's assetjat per les columnes dels generals Echagüe, Rios, Santiago, Ruiz, Lafont i Hore, en combinació amb la del general de la Concha. Malgrat la pressió de les forces contràries, encara va fer presonera la guarnició de Granollers, i guanyà les accions de Mieres i Rupit.

## Afusellament i mort
Al final, el general Hore el derrotà i el feu presoner, sent conduït a Girona, on un consell de guerra el condemnà a ésser afusellat. El 10 d'abril de 1849 ja es trobava amb els ulls embenats davant l'escamot que l'anava a afusellar, quan arribà el general Oràa amb l'indult que havia sol·licitat de la reina, en record de la gràcia que havia rebut de Gonfaus a Amer. Fou conduït a Barcelona, on el general de la Concha l'omplí d'atencions.
En virtut d'una amnistia, emigrà a França. Però el 1855 entrà de bell nou a Espanya, sostenint gairebé sol l'alçament de 1855; però ferit i fet presoner a Orriols (Bàscara), fou afusellat a Girona.
Carles VII va concedir a la vídua, Maria Soler,  el títol de Comtessa de Marçal.